# Mercedes de Jesús Egido
Mercedes de Jesús Egido, al secolo María del Rosario Egido y Izquierdo (Salamanca, 29 marzo 1935 – Alcázar de San Juan, 3 agosto 2004) è stata una religiosa spagnola dell'Ordine dell'Immacolata Concezione, venerata come serva di Dio dalla Chiesa cattolica.

## Biografia
Nata a Salamanca nel 1935, si unì all'Ordine dell'Immacolata Concezione al monastero di La Puebla de Montalbán nel 1953.
Iniziò il noviziato il 27 aprile 1954, quando assunse il nome di "Mercedes de Jesús". Pronunciò i voti temporanei il 12 maggio 1955 ed emise la professione solenne il 16 maggio 1958. Sei anni più tardi fu trasferita dall'Ordine ad Alcázar de San Juan, dove trascorse il resto della vita. Ispirata dal Perfectae Caritatis, promosse il carisma di Beatrice de Silva (fondatrice dell'Ordine dell'Immacolata Concezione) e, ricevuta l'approvazione della Santa Sede, avviò un processo di riforme all'interno dell'ordine.
Morì nel 2004 all'età di 69 anni.

## Culto
Nel 2010 è stato aperto il suo processo di canonizzazione.